# Buddy Williams (Jazzmusiker)
Ira Buddy Williams (* 17. Dezember 1952 in New York City) ist ein amerikanischer Jazzmusiker (Schlagzeug).

## Leben und Wirken
Williams ist ein Neffe des Kontrabassisten Walter Booker. Während er die High School of Music and Arts in Manhattan besuchte, spielte er in der Band Natural Essence um den Pianisten und Gitarristen Nat Adderley, Jr., mit der auch ein Album entstand. Während seiner Highschool-Zeit arbeitete Williams zudem mit Herbie Mann, mit der Sängerin Roberta Flack (mit der er bis in die 1990er Jahre auf Tournee ging und Platten aufnahm) und Luther Vandross.
1971 ging Williams mit den Voices of East Harlem auf Tournee und machte Aufnahmen. Weiterhin begleitete er Bette Midler. Überdies arbeitete er mit Linda und Sonny Sharrock (1975), Eddie Daniels, Cedar Walton, Hugh Masekela, Bob James und Lee Ritenour. Von 1975 bis 1986 arbeitete er mit Unterbrechungen in der Band der NBC-Fernsehshow Saturday Night Live. 1976 begann er eine längere Zusammenarbeit mit David Sanborn, die Aufnahmen und Tourneen beinhaltete. Zwischen 1976 und 1978 gehörte er auch zur Band von Nat Adderley. Bis 1996 arbeitete er mit der Sängerin Chaka Khan. Ab 1980 gehörte er zu The Manhattan Transfer; das Album Brasil, an dem er beteiligt war, erhielt einen Grammy. 1984 war er Mitglied der Band von Grover Washington. Weiterhin war er mit Dizzy Gillespie, Ben Sidran, Aretha Franklin, Dave Grusin, Gerry Mulligan, Tania Maria (1985), Earl Klugh, Carla Bley (Fleur Carnivore), Charles Earland und Joey DeFrancesco im Studio. In den 1990er Jahren tourte er mit Tania Maria, George Benson und verschiedenen Popsängern und nahm mit Jon Faddis, Ryo Kawasaki, Dave Valentin, Rimona Francis und anderen Jazz- und Popkünstlern auf. Überdies arbeitete er mit Bob Stewart, Janis Siegel, Michael Jackson, Eric Gale und Howard Johnson (Testimony).